# McGraw-Hill Education
McGraw-Hill Education (MHE) ist ein US-amerikanischer Schulbuch- und Bildungsverlag. Er entstand durch die Aufspaltung des Vorgängers McGraw-Hill in McGraw-Hill Financial und McGraw-Hill Education, der 2013 vom amerikanischen Investmentkonzern Apollo Management gekauft wurde. Im Juni 2021 gab die Investmentgesellschaft Platinum Equity bekannt, den Verlag vom bisherigen Eigentümer zu übernehmen.
McGraw-Hill Education bildet zusammen mit der Mediengruppe Pearson und Houghton Mifflin Harcourt die „Großen Drei“ der Schulbuchverlage in den USA.